# Amenemope (König)
Amenemope (auch: Amenemipet) war der vierte altägyptische König (Pharao) der 21. Dynastie (Dritte Zwischenzeit) und regierte um 996–985 v. Chr. als Nachfolger seines Vaters Psusennes I.

## Familie
Amenemopes Mutter ist die Schwestergemahlin des Psusennes I., Mutnedjmet. Siamun, der Nachfolger von Osochor, ist möglicherweise sein Sohn. Dies ist aber nicht sicher geklärt.

## Herrschaft
Nach Manetho hat er neun Jahre regiert. Ob er in den letzten beiden Jahren seines Vaters Mitregent war, ist unsicher. Direkter Nachfolger von Psusennes I. war Osochor. Ein „49. Regierungsjahr“ auf einer Mumienbinde ist nicht auf Amenemope, sondern auf Psusennes I. zu beziehen. Oder nach anderer Meinung auf den Hohepriester Mencheperre.
Außenpolitisch tritt er nicht in Erscheinung. Lediglich die im Alten Testament erwähnte Asylgewährung für den edomitischen Kronprinzen Hadad wird ihm zugeschrieben.
In Tanis ist er auch Hohepriester des Amun.

## Sein Grab
Amenemope wurde zuerst in einer kleinen Kammer auf dem Königsfriedhof in Tanis bestattet (Grab IV). Vermutlich wurde Amenemope durch Siamun in die ursprünglich für Mutnedjmet vorgesehene Kammer im Grab Psusennes I. umgebettet. Pierre Montet fand bei ihrer Öffnung am 16. April 1940 von der Grabausstattung unter anderem eine Goldmaske, zwei Halskragen, zwei Pektorale, Armbänder und Ringe, Gold- und Silbergefäße sowie Brustschmuck in Gestalt eines Falken.

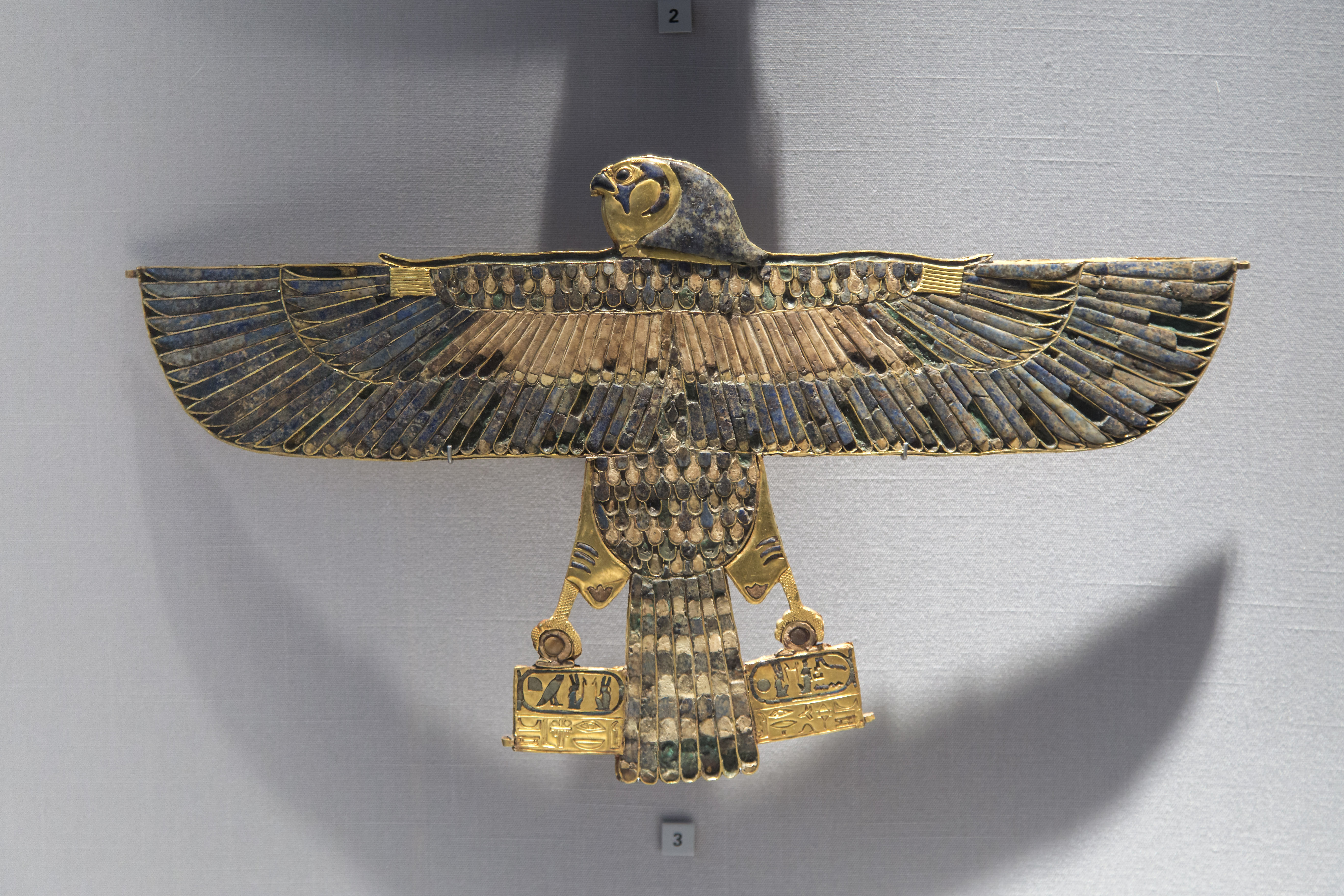
"Fliegender Falke" - Amulett des Amenemope aus seinem Grab